# Antonio Bellocchio
Antonio Bellocchio (Capua, 9 novembre 1927 – Caserta, 11 aprile 2022) è stato un politico italiano.

## Biografia
Giornalista, iscritto al Partito Comunista Italiano fin dalla giovane età.
Viene eletto alla Camera dei deputati nelle file del PCI nel 1976 e viene riconfermato anche dopo le elezioni del 1979, quelle del 1983 e infine quelle del 1987, per un totale di quattro legislature. In seguito alla svolta della Bolognina, aderisce al Partito Democratico della Sinistra.